# Manuel de Mollinedo y Angulo
Manuel de Mollinedo y Angulo (Madrid, 1626 - Cuzco, (Perú), 26 de septiembre de 1699) fue un Sacerdote español, Arzobispo del Cuzco y gran patrón de las artes.
Hijo legítimo de Francisco de Mollinedo y Angulo y de Francisca Moreno. Inició sus estudios en el Colegio de San Jerónimo o de Lugo en Alcalá de Henares, y donde también ejerció la docencia e incluso el rectorado. Al parecer, también estudió en la Universidad de Alcalá de Henares, donde obtuvo los grados de Maestro y Doctor en Sagrada Teología.
Fue sacerdote en la jurisdicción del arzobispado de Toledo; regentó la parroquia de Santa María de la Almudena, en Madrid, y fue entonces nombrado examinador sinodal y teólogo consiliario del Consejo de Castilla.
El 15 de diciembre de 1670 fue nombrado Arzobispo del Cuzco, se embarcó en Sevilla y llegó a Lima el 9 de diciembre de 1672. Allí, alcanzó a consagrar el templo de San Francisco (22 de enero de 1673), y el guardián fray Fernando Bravo "le dio un pectoral muy rico de esmeraldas y tres mitras muy costosas", como recuerdo de la ceremonia.
Tomó posesión de su sede en 1673, y la gobernó durante 25 años y 10 meses. Dotó a la catedral de coro y retablos tallados, óleos, imágenes y joyas que hasta hoy constituyen su riqueza. Hizo construir los templos de San Pedro y La Almudena, donde funcionó el Hospital de la Almudena. Logró que el antiguo Seminario de San Antonio Abad fuera elevado a la categoría de universidad (1692), y además, llevó a cabo una fecunda labor de restauración y ornato en iglesias y capillas de su jurisdicción.

## Mecenazgo artístico
Mollinedo consiguió movilizar el fervor de las élites criollas, así como de los caciques y las masas indígenas, con el propósito de otorgar una renovada magnificencia al culto religioso. Durante los años de su episcopado, no menos de cincuenta iglesias fueron edificadas desde sus cimientos a lo largo de la vasta diócesis, lo que otorgó a las escuelas artísticas del Cuzco una importante área de irradiación por todo el sur andino.
Prueba de la predilección que Mollinedo dispensaba a la pintura es la importante colección que este llevaba consigo al tomar posesión de la silla episcopal. Su pinacoteca comprendía obras de El Greco, Juan Carreño de Miranda, Sebastián Herrera Barnuevo y Eugenio Caxes, entre otros pintores de la corte española. Ello sirvió de estímulo a los artistas cusqueños, quienes no se contentaron con imitar, sino que muchos de ellos elaboraron respuestas propias, que conducirían a la consolidación de la Escuela cusqueña de pintura.